# شریفی
شریفی (منسوب به شریف و شرف) یک نام خانوادگی است. افراد شاخص با این نام از این قرارند:
- ابراهیم شریفی کرمیانی، فقیه حنفی و زبان‌شناس نحوی عراقی
- احمد هوشنگ شریفی، رئیس سابق دانشگاه تهران
- امید شریفی نسب، بازیکن فوتبال اهل ایران
- امیرحسین شریفی، بازیگر و تهیه‌کننده سینما اهل ایران
- جمشید شریفی، موزیسین آمریکایی ایرانی
- جواد شریفی، خوشنویس اهل تهران
- حبیب شریفی، بازیکن فوتبال اهل ایران
- رشید شریفی، وزنه‌بردار المپیک اهل ایران
- زین‌العابدین شریفی قزوینی، خوشنویس اهل قزوین
- زینب شریفی، روزنامه‌نگار اهل ایران
- عباس شریفی تهرانی، پژوهشگر ایرانی
- عبدالمجید شریفی، کارآفرین، صنعت‌گر و مدیر ارشد اجرایی ایرانی
- عدنان شریفی، بازیکن فوتبال اهل ایران
- فرامرز شریفی، معمار ایرانی
- قدرت‌الله شریفی ترکی، شاعر فارسی‌زبان از شیروان
- مالک اژدر شریفی، روحانی شیعه اهل ایران
- محمد شریفی، بازیکن فوتبال اهل ایران
- محمد شریفی مقدم، پرستار اهل ایران
- محمد شریفی نعمت‌آباد، نویسندهٔ ایرانی
- محمدرضا شریفی‌نیا، بازیگر سینمای ایرانی
- محمود شریفی، سیاستمدار ایرانی
- ملیکا شریفی‌نیا، بازیگر ایرانی
- مهدی شریفی، بازیکن فوتبال ایرانی
- مهراوه شریفی‌نیا، بازیگر ایرانی سینما و تلویزیون
- میرزا مخدوم شریفی، محقق سنی مذهب قرن دهم هجری قمری
- ناصر شریفی، کتابدار اهل ایران
- یدالله شریفی‌راد، خلبان جنگی اهل ایران

- دکتر کاوه شریفی، پزشک و سرهنگ نیروی هوایی ارتش و شهید سلامت دوران کرونا